# Sciara indica
Sciara indica är en tvåvingeart som beskrevs av Walker 1856. Sciara indica ingår i släktet Sciara och familjen sorgmyggor. Inga underarter finns listade i Catalogue of Life.